# Zoo Zagreb

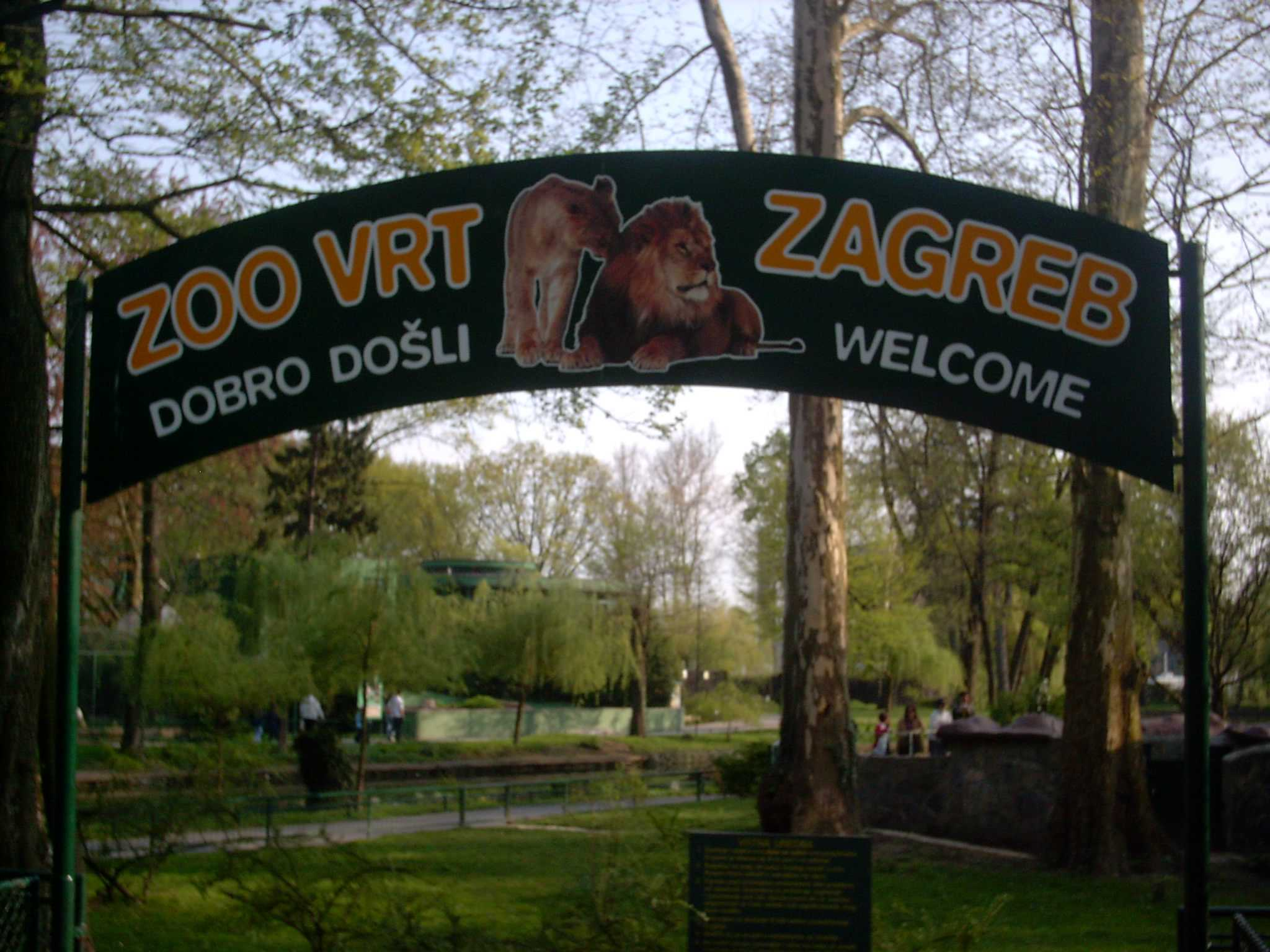
Eingangsportal Zoo Zagreb

Der Zoo Zagreb (kroatisch Zoološki vrt grada Zagreba) wurde am 27. Juni 1924 von Mijo Filipović im Zagreber Maksimir Park gegründet. Es ist der älteste Zoo Kroatiens. Die Anlage umfasst sieben Hektar. Der Tierbestand umfasst etwa 2.225 Tiere aus 275 Arten. Der Zoo beteiligt sich an mehreren europäischen Erhaltungszuchtprogrammen. Insgesamt 70 Personen sind im Zoo beschäftigt.

## Geschichte
Zoodirektor war von 1994 bis 2007 Mladen Anić.

## Sehenswürdigkeiten
In den letzten Jahren wurde der Zoo durch intensive Umbaumaßnahmen modernisiert und um zahlreiche Attraktionen erweitert. Der Zoo in Zagreb ist mittlerweile (Stand 2022) der einzige Zoo in Europa, in dem die, vom Aussterben bedrohten, Grottenolme noch gezeigt werden.
Ebenfalls besonders sehenswert sind
- Afrikanisches Dorf
- Australien-Info-Zentrum
- Lemurengehege

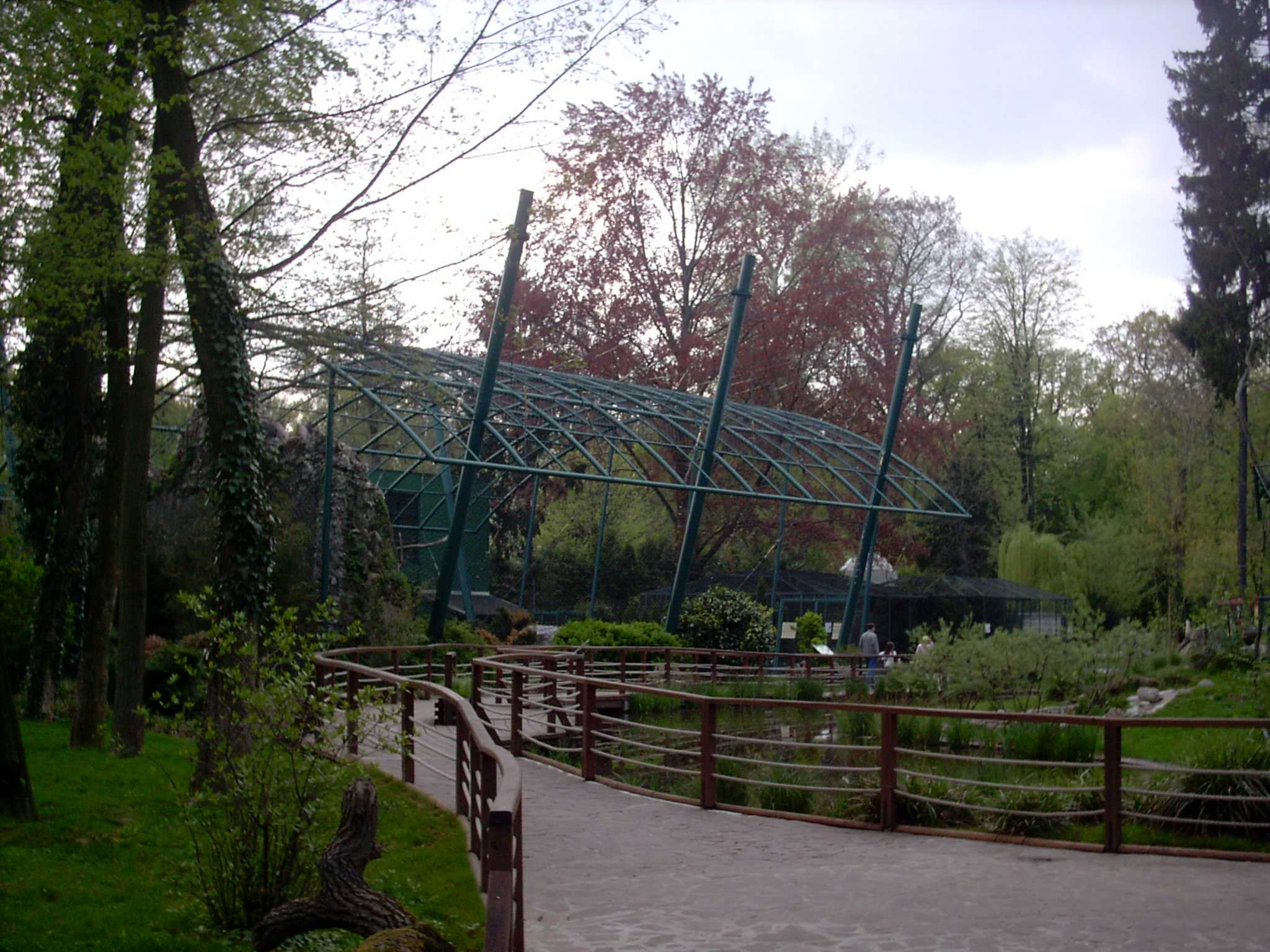
Gänsegeiergehege

- Pfad des Gewissens (Homo-Sapiens-„Gehege“)
- Erdmännchengehege
- Twilight Zone (Noctarium)
- Monsunwaldpavillon
- Luchsgehege
- Schneetigergehege

### Sonstiges
Unter den neueren Errungenschaften befindet sich ein neues, begehbares Insektenhaus, die Dschungelhalle (Zona Sumraka). Außerdem findet man im Zagreber Zoo seit längerer Zeit ein großes Gänsegeiergehege.

## Galerie

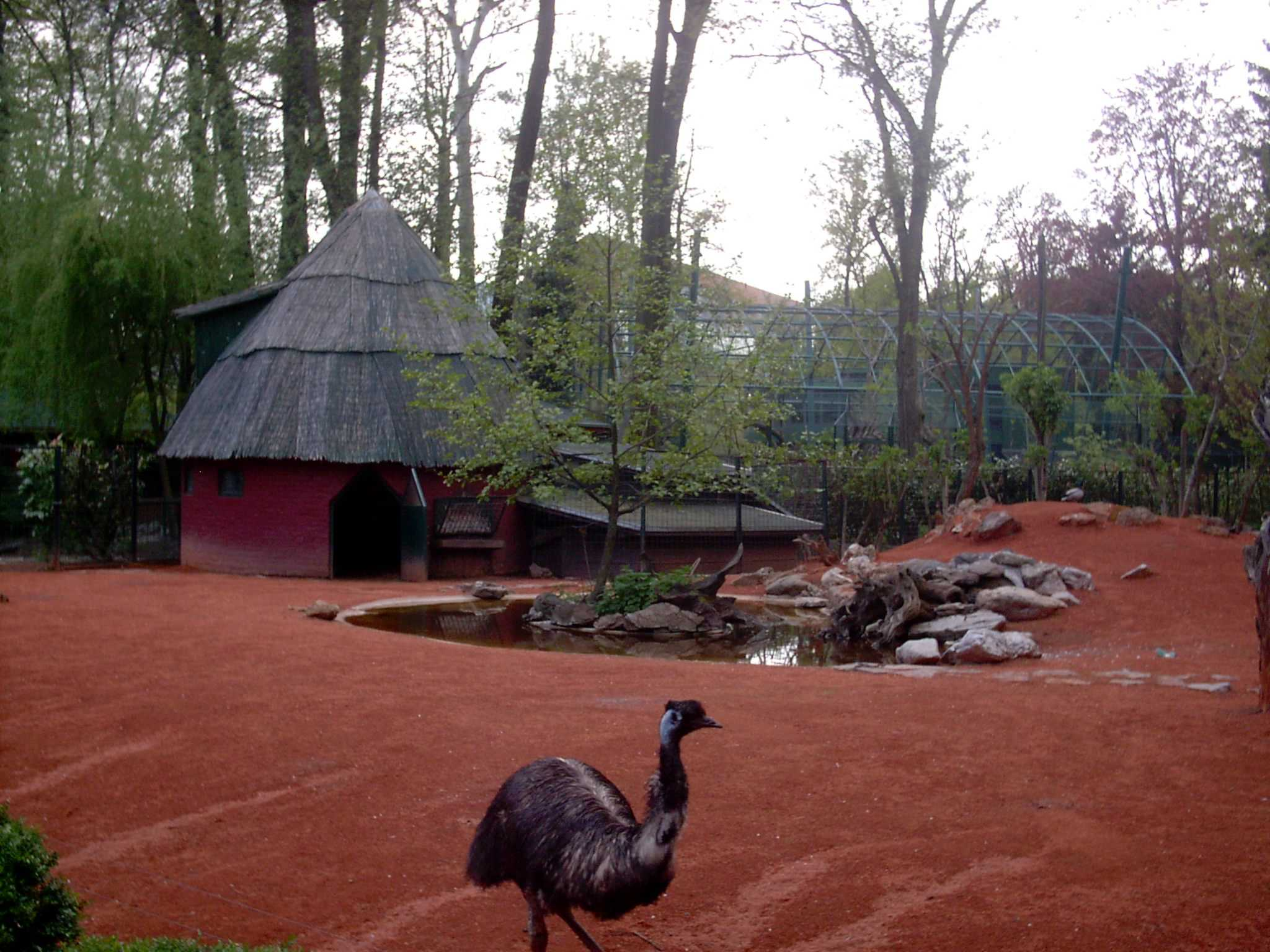
Ozeaniengehege
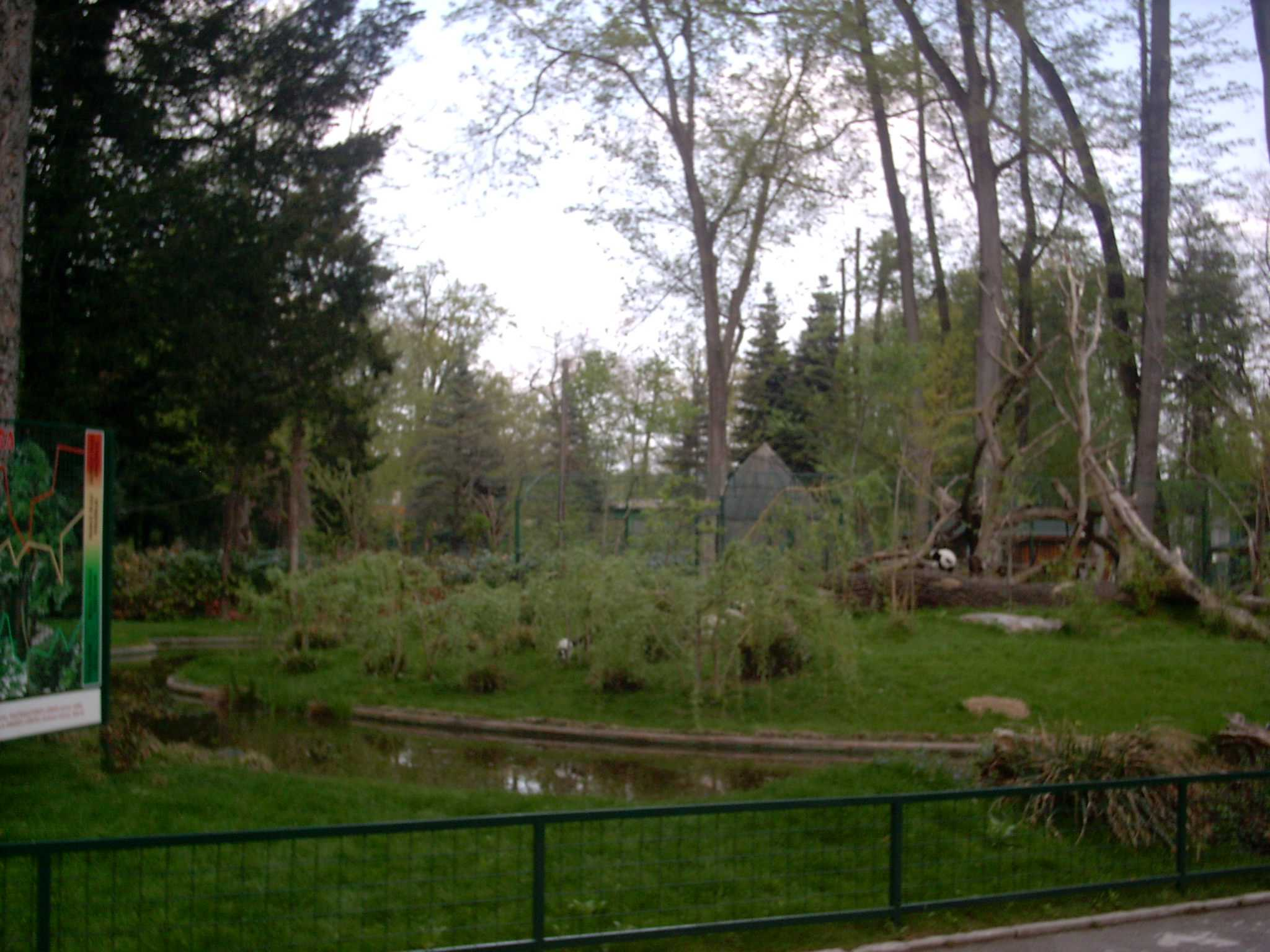
Zoo Zagreb
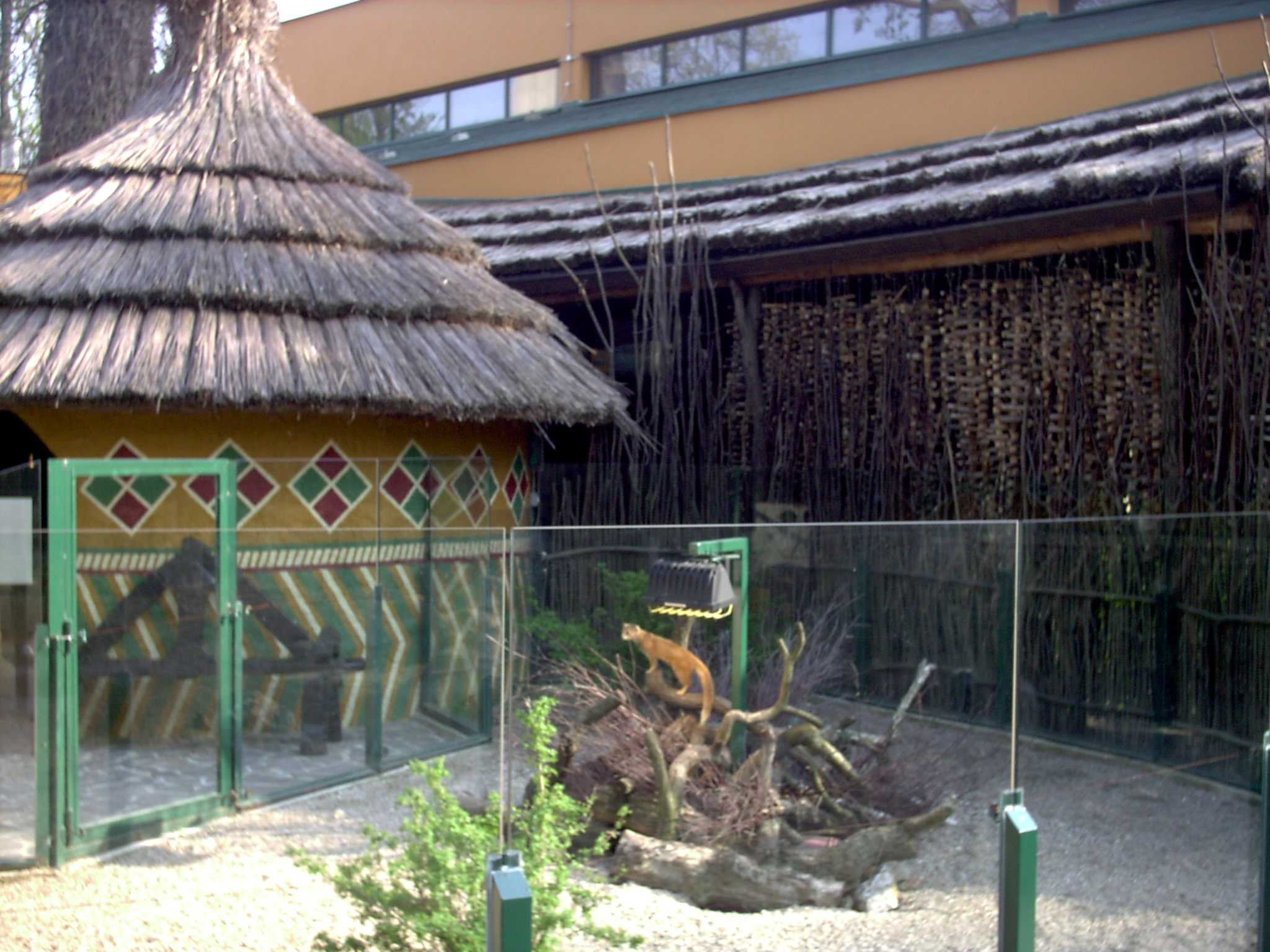
Afrikanisches Dorf, Fuchsmanguste
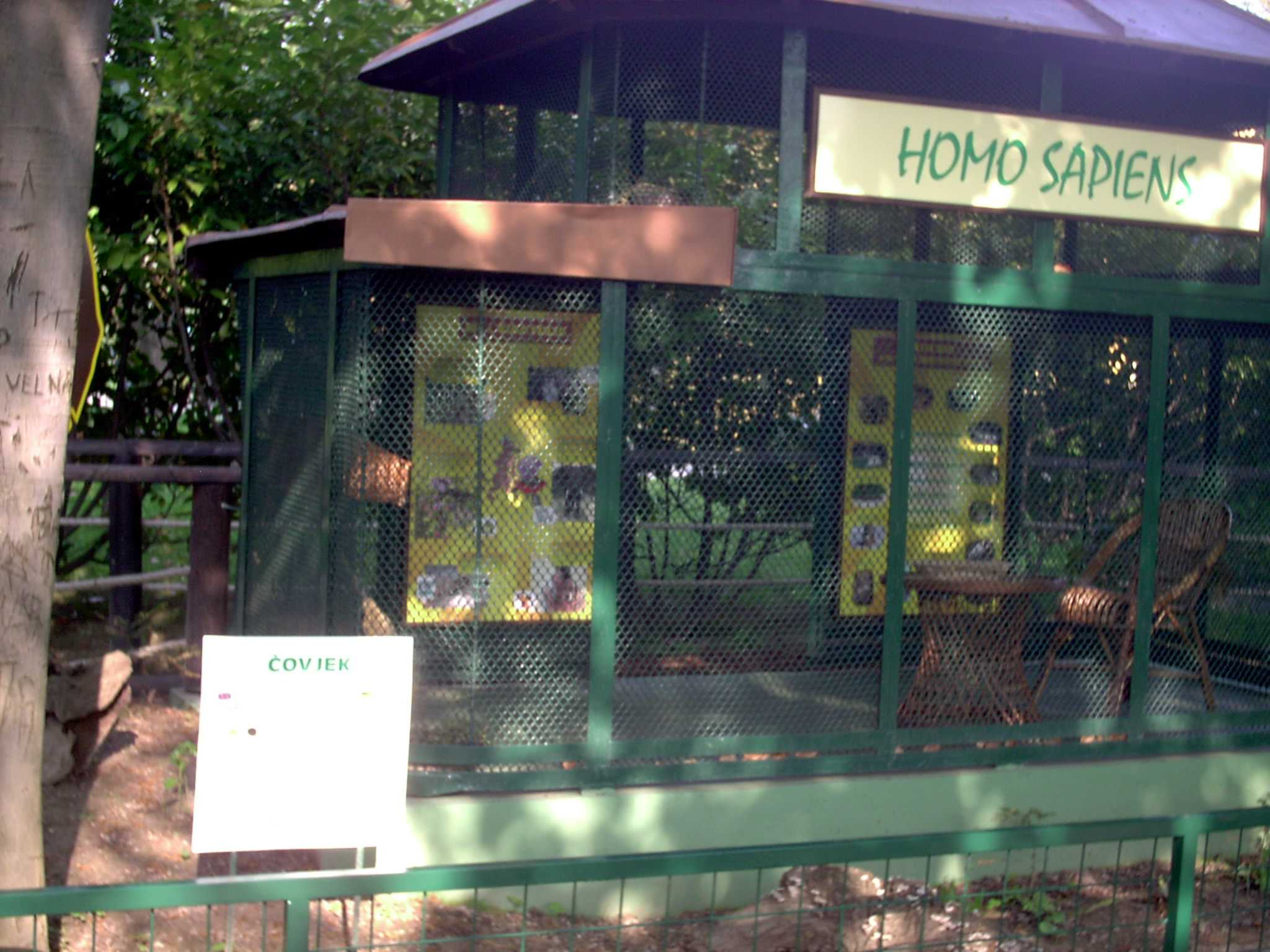
Homo-Sapiens-„Gehege“
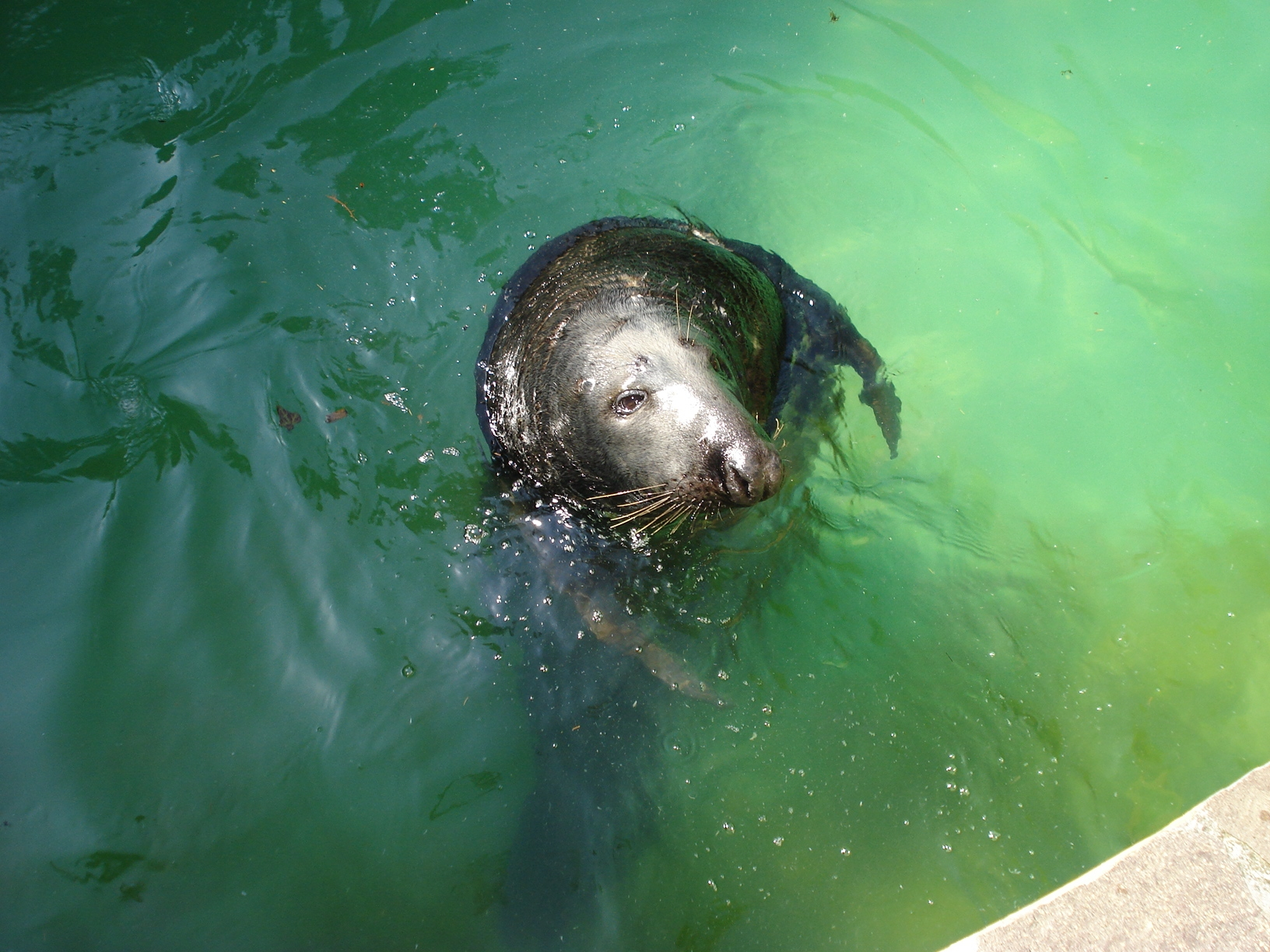
Schwimmende Kegelrobbe
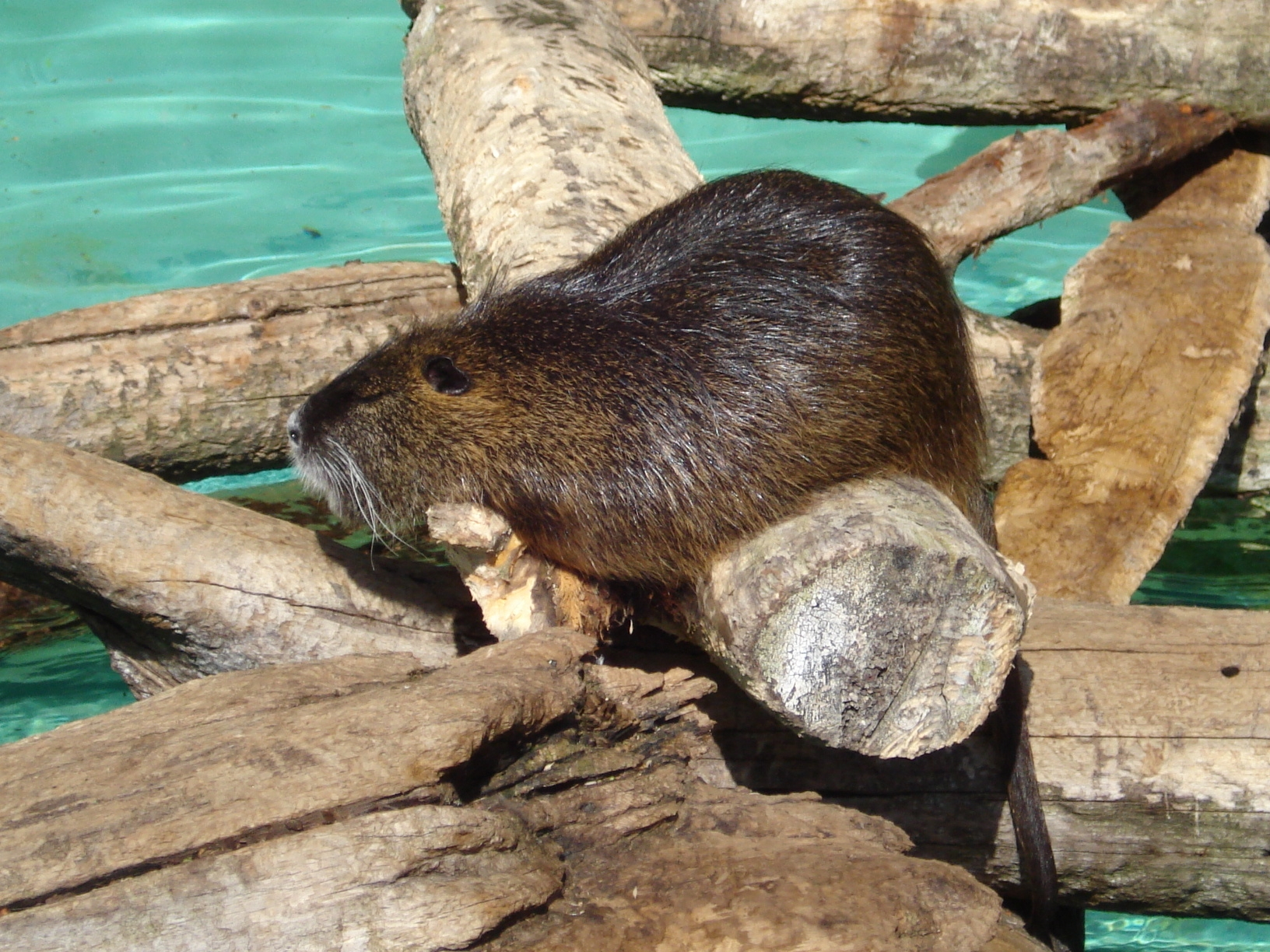
Ruhende Biberratte in ihrem Gehege